# 夏色物語
「夏色物語」（なついろものがたり）は、辛島美登里の12枚目のシングル。1991年（平成3年）9月25日発売。発売元はファンハウス。

## 概要
- 1991年10月25日に発売となる初のベストセレクションアルバム『Zinc White』[1]の先行シングルとして発売された。
- カップリングの「黄昏を追い抜いて (New Version)」は5枚目のシングルとして発売された曲の別アレンジで、こちらも『Zinc White』に収録されている。

## トラック
1. 夏色物語 (4:51)
作詞・作曲:辛島美登里、編曲:若草恵
2. 黄昏を追い抜いて(New Version) (5:20)
作詞・作曲:辛島美登里、編曲:若草恵

## 関連作品
- Zinc White
- SILENT EVE〜BALLAD SELECTION〜（夏色物語）
- Singles（夏色物語）
- Smile and Tears ～微笑みの島～（夏色物語）
- ゴールデン☆ベスト（夏色物語）